# American Murder Mystery
American Murder Mystery (Originaltitel: An American Murder Mystery) ist eine US-amerikanische Krimi-Dokumentationsreihe, die von September 2016 bis August 2018 auf dem US-amerikanischen Sender Investigation Discovery ausgestrahlt wurde.
Die deutschsprachige Erstausstrahlung erfolgte von Mai 2017 bis Mai 2019 auf dem deutschen Sender TLC.
Seit Dezember 2018 wird die Dokumentationsreihe mit dem Ableger Murder Mysteries weitergeführt.

## Konzept
Die Dokumentationsreihe behandelt in jeder Staffel einen kontroversen Kriminal- oder Mordfall, der für Aufsehen in der US-amerikanischen Bevölkerung gesorgt hat. Unter anderem werden alle vorhandenen Informationen untersucht und zweifelhafte Motive hinterfragt. Dabei werden mögliche Tathergänge rekonstruiert, bislang unveröffentlichte Bild- und Audiomaterialien gezeigt sowie Angehörige, Ermittler und Journalisten zum Fall interviewt.

## Produktion
American Murder Mystery war seit 2017 eine gemeinsame Produktion von Jupiter Entertainment und American Media für den Fernsehsender Investigation Discovery. Von 2016 bis 2017 war die Produktionsfirma Weinstein Television ebenfalls Mitproduzent der Dokumentationsreihe. Aufgrund des Weinstein-Skandals wurde die TV-Reihe ab der Spezialfolge Scott Peterson: An American Murder Mystery im November 2017 nicht mehr durch  Weinstein Television mitproduziert. Es wurden sechs Staffeln sowie eine einstündige und zwei zweistündige Spezialfolgen produziert und ausgestrahlt. Seit Dezember 2018 wird die Dokumentationsreihe mit dem Ableger An ID Murder Mystery weitergeführt.
Jede Staffel wurde als eine eigenständige Event-Miniserie produziert. Sie beinhalteten jeweils drei Episoden, die je eine Länge von ca. 44 Minuten besitzen.

## Ausstrahlung
| Staffel        | Episoden- anzahl | Erstausstrahlung USA | Erstausstrahlung USA | Erstausstrahlung D | Erstausstrahlung D |
| Staffel        | Episoden- anzahl | Premiere             | Finale               | Premiere           | Finale             |
| -------------- | ---------------- | -------------------- | -------------------- | ------------------ | ------------------ |
| 1              | 3                | 12. Sep. 2016        | 14. Sep. 2016        | 11. Mai 2017       | 25. Mai 2017       |
| 2              | 3                | 9. Apr. 2017         | 11. Apr. 2017        | 27. Mär. 2018      | 10. Apr. 2018      |
| Spezialfolge 1 | Spezialfolge 1   | 27. Aug. 2017        | 27. Aug. 2017        | 1. Nov. 2018       | 1. Nov. 2018       |
| 3              | 3                | 4. Sep. 2017         | 4. Sep. 2017         | 11. Okt. 2018      | 25. Okt. 2018      |
| Spezialfolge 2 | Spezialfolge 2   | 29. Nov. 2017        | 29. Nov. 2017        | 6. Sep. 2018       | 13. Sep. 2018      |
| 4              | 3                | 14. Jan. 2018        | 16. Jan. 2018        | 16. Aug. 2018      | 30. Aug. 2018      |
| 5              | 3                | 8. Apr. 2018         | 10. Apr. 2018        | 11. Apr. 2019      | 25. Apr. 2019      |
| Spezialfolge 3 | Spezialfolge 3   | 16. Apr. 2018        | 16. Apr. 2018        | 2. Mai 2019        | 2. Mai 2019        |
| 6              | 3                | 19. Aug. 2018        | 20. Aug. 2018        | 9. Mai 2019        | 23. Mai 2019       |

### Vereinigte Staaten
Vom 12. September 2016 bis zum 20. August 2018 wurde die Dokumentationsreihe auf dem US-amerikanischen Sender Investigation Discovery ausgestrahlt. Dabei wurde jede dreiteilige Staffel an drei Tagen hintereinander gezeigt. Ausnahmen sind die Staffel drei und sechs. Letzteres wurde innerhalb von zwei Tagen ausgestrahlt. Ersteres wurde hingegen auf dem US-amerikanischen Sender TLC an einem Tag ausgestrahlt.

### Deutschsprachiger Raum
Die deutschsprachige Erstausstrahlung erfolgte vom 11. Mai 2017 bis zum 23. Mai 2019 auf dem deutschen Sender TLC. Die Übersetzung und Ausstrahlung orientierte sich dabei nicht nach der ursprünglichen Einteilung der Folgen. Zudem wurden die beiden zweistündigen Spezialfolgen je in zwei einstündige Folgen gezeigt.

## Übersicht der Staffeln und Spezialfolgen

### Staffel 1: JonBenet
Die erste Staffel mit dem Titel JonBenet: An American Murder Mystery behandelt den Mordfall der US-amerikanischen Kinder-Schönheitskönigin JonBenét Ramsey. Die Erstausstrahlung erfolgte vom 12. bis zum 14. September 2016 täglich ab 22 Uhr auf dem US-amerikanischen Sender Investigation Discovery. Die deutschsprachige Erstausstrahlung fand unter dem Titel Der Mordfall JonBenét donnerstags vom 11. bis zum 25. Mai 2017 um 22:15 Uhr auf dem deutschen Sender TLC statt.
| Nr. (ges.) | Nr. (St.) | Deutscher Titel        | Originaltitel          | Erstausstrahlung (USA) | Deutschsprachige Erstausstrahlung (D) |
| ---------- | --------- | ---------------------- | ---------------------- | ---------------------- | ------------------------------------- |
| 1          | 1         | Der Erpresserbrief     | A Killer on the Loose  | 12. Sep. 2016          | 11. Mai 2017                          |
| 2          | 2         | Verdachtsmomente       | Pool of Suspects       | 13. Sep. 2016          | 18. Mai 2017                          |
| 3          | 3         | Das anonyme Geständnis | He Calls Himself Daxis | 14. Sep. 2016          | 25. Mai 2017                          |

### Staffel 2: Casey Anthony
Die zweite Staffel mit dem Titel Casey Anthony: An American Murder Mystery behandelt den Kriminalfall von Casey Anthony und ihrer toten zweijährigen Tochter Caylee. Die Erstausstrahlung erfolgte vom 9. bis zum 11. April 2017 ebenfalls täglich um 22 Uhr auf dem Sender Investigation Discovery. Die deutschsprachige Erstausstrahlung fand unter dem Titel American Murder Mystery: Der Fall Casey Anthony erstmals dienstags vom 27. März bis zum 10. April 2018 um 22:15 Uhr auf dem Sender TLC statt.
| Nr. (ges.) | Nr. (St.) | Deutscher Titel           | Originaltitel            | Erstausstrahlung (USA) | Deutschsprachige Erstausstrahlung (D) |
| ---------- | --------- | ------------------------- | ------------------------ | ---------------------- | ------------------------------------- |
| 4          | 1         | Das verschwundene Mädchen | Little Girl Lost         | 9. Apr. 2017           | 27. März 2018                         |
| 5          | 2         | Wahrheit oder Lüge?       | A Shallow Grave          | 10. Apr. 2017          | 3. Apr. 2018                          |
| 6          | 3         | Das Urteil                | Ten Hours, Forty Minutes | 11. Apr. 2017          | 10. Apr. 2018                         |

### Spezialfolge 1: Drew Peterson
Die zweistündige Spezialfolge mit dem Titel Drew Peterson: An American Murder Mystery behandelt den Mordfall des Polizisten Drew Peterson. Die Erstausstrahlung erfolgte am Sonntag, den 27. August 2017, um 21 Uhr auf dem Sender Investigation Discovery. Die deutschsprachige Erstausstrahlung fand als zwei einstündige Folgen unter dem Titel American Murder Mystery: Der Fall Drew Peterson am Donnerstag, den 1. November 2018, ab 20:15 Uhr auf dem Sender TLC statt.
| Nr. (ges.)     | Nr. (St.)      | Deutscher Titel                                          | Originaltitel                             | Erstausstrahlung (USA) | Deutschsprachige Erstausstrahlung (D) |
| -------------- | -------------- | -------------------------------------------------------- | ----------------------------------------- | ---------------------- | ------------------------------------- |
| Spezialfolge 1 | Spezialfolge 1 | American Murder Mystery: Der Fall Drew Peterson – Teil 1 | Drew Peterson: An American Murder Mystery | 27. Aug. 2017          | 1. Nov. 2018                          |
| Spezialfolge 1 | Spezialfolge 1 | American Murder Mystery: Der Fall Drew Peterson – Teil 2 | Drew Peterson: An American Murder Mystery | 27. Aug. 2017          | 1. Nov. 2018                          |

### Staffel 3: Chandra Levy
Die dritte Staffel mit dem Titel Chandra Levy: An American Murder Mystery behandelt den Mordfall der FBI-Praktikantin Chandra Levy. Die TV-Erstausstrahlung erfolgte am Montag, den 4. September 2017, stündlich ab 20 Uhr erstmals auf dem US-amerikanischen Sender TLC. Jedoch wurde bereits am Sonntag, den 27. August 2017, alle Folgen auf der App des Senders Investigation Discovery, ID Go, veröffentlicht. Die deutschsprachige Erstausstrahlung wurde unter dem Titel American Murder Mystery: Der Fall Chandra Levy vom 11. bis zum 25. Oktober 2018 donnerstags um 20:15 Uhr auf dem deutschen Sender TLC ausgestrahlt.
| Nr. (ges.) | Nr. (St.) | Deutscher Titel         | Originaltitel                  | Erstausstrahlung (USA) | Deutschsprachige Erstausstrahlung (D) |
| ---------- | --------- | ----------------------- | ------------------------------ | ---------------------- | ------------------------------------- |
| 7          | 1         | Spurlos verschwunden    | Sex, Lies, and Missing Interns | 4. Sep. 2017           | 11. Okt. 2018                         |
| 8          | 2         | Ein grausiger Fund      | The Predator in the Park       | 4. Sep. 2017           | 18. Okt. 2018                         |
| 9          | 3         | Suche nach der Wahrheit | He Called Himself Phoenix      | 4. Sep. 2017           | 25. Okt. 2018                         |

### Spezialfolge 2: Scott Peterson
Die zweistündige Spezialfolge mit dem Titel Scott Peterson: An American Murder Mystery handelt von dem Mörder  Scott Peterson, der seine schwangere Frau Laci Peterson getötet hat. Die Erstausstrahlung erfolgte am Mittwoch, den 29. November 2017, um 21 Uhr auf dem Sender Investigation Discovery. Die deutschsprachige Erstausstrahlung fand als zwei einstündige Folgen unter dem Titel American Murder Mystery: Der Fall Scott Peterson donnerstags am 6. und 13. September 2018 um 20:15 Uhr auf dem Sender TLC statt.
| Nr. (ges.)     | Nr. (St.)      | Deutscher Titel           | Originaltitel                              | Erstausstrahlung (USA) | Deutschsprachige Erstausstrahlung (D) |
| -------------- | -------------- | ------------------------- | ------------------------------------------ | ---------------------- | ------------------------------------- |
| Spezialfolge 2 | Spezialfolge 2 | Die verschwundene Ehefrau | Scott Peterson: An American Murder Mystery | 29. Nov. 2017          | 6. Sep. 2018                          |
| Spezialfolge 2 | Spezialfolge 2 | Ein unfairer Prozess      | Scott Peterson: An American Murder Mystery | 29. Nov. 2017          | 13. Sep. 2018                         |

### Staffel 4: Jodi Arias
Die vierte Staffel mit dem Titel Jodi Arias: An American Murder Mystery handelt von der Mörderin Jodi Arias, die ihren Freund Travis Alexander getötet hat. Die Erstausstrahlung erfolgte vom 14. bis zum 16. Januar 2018 täglich um 22 Uhr auf dem Sender Investigation Discovery. Die deutschsprachige Erstausstrahlung fand unter dem Titel American Murder Mystery: Der Fall Jodi Arias erneut donnerstags vom 16. bis zum 30. August 2018 erstmals um 20:15 Uhr auf dem Sender TLC statt. Die erste Folge wurde jedoch erstmals am Freitag, den 10. August 2018, online in der TLC Mediathek veröffentlicht.
| Nr. (ges.) | Nr. (St.) | Deutscher Titel             | Originaltitel            | Erstausstrahlung (USA) | Deutschsprachige Erstausstrahlung (D) |
| ---------- | --------- | --------------------------- | ------------------------ | ---------------------- | ------------------------------------- |
| 10         | 1         | Eine verhängnisvolle Affäre | Blood on the Wall        | 14. Jan. 2018          | 16. Aug. 2018                         |
| 11         | 2         | Das Verhör                  | A Lover Scorned          | 15. Jan. 2018          | 23. Aug. 2018                         |
| 12         | 3         | Das geheime Doppelleben     | Sex, Lies, and Audiotape | 16. Jan. 2018          | 30. Aug. 2018                         |

### Staffel 5: Michael Peterson
Die fünfte Staffel mit dem Titel An American Murder Mystery: The Staircase handelt von dem Mordprozess des Schriftstellers Michael Iver Peterson. Die Erstausstrahlung erfolgte vom 8. bis zum 10. April 2018 täglich um 22 Uhr auf dem Sender Investigation Discovery. Die deutschsprachige Erstausstrahlung fand unter dem Titel American Murder Mystery: Der Fall Michael Peterson donnerstags vom 11. bis zum 25. April 2019 um 21:15 Uhr auf dem Sender TLC statt.
| Nr. (ges.) | Nr. (St.) | Deutscher Titel               | Originaltitel           | Erstausstrahlung (USA) | Deutschsprachige Erstausstrahlung (D) |
| ---------- | --------- | ----------------------------- | ----------------------- | ---------------------- | ------------------------------------- |
| 13         | 1         | Der Tod von Kathleen Peterson | I Whispered Her Name    | 8. Apr. 2018           | 11. Apr. 2019                         |
| 14         | 2         | Showdown vor Gericht          | Lightning Strikes Twice | 9. Apr. 2018           | 18. Apr. 2019                         |
| 15         | 3         | Schuldig oder nicht?          | Reversal of Fortune     | 10. Apr. 2018          | 25. Apr. 2019                         |

### Spezialfolge 3: Natalie Wood
Die einstündige Spezialfolge mit dem Titel Natalie Wood: An American Murder Mystery behandelt den Mordfall der US-amerikanische Schauspielerin Natalie Wood. Die Erstausstrahlung erfolgte am Montag, den 16. April 2018, erneut um 22 Uhr auf dem Sender Investigation Discovery. Die deutschsprachige Erstausstrahlung erfolgte unter dem Titel American Murder Mystery: Der Fall Natalie Wood am Donnerstag, den 2. Mai 2019, um 21:15 Uhr auf dem Sender TLC.
| Nr. (ges.)     | Nr. (St.)      | Deutscher Titel | Originaltitel                            | Erstausstrahlung (USA) | Deutschsprachige Erstausstrahlung (D) |
| -------------- | -------------- | --------------- | ---------------------------------------- | ---------------------- | ------------------------------------- |
| Spezialfolge 3 | Spezialfolge 3 | Natalie Wood    | Natalie Wood: An American Murder Mystery | 16. Apr. 2018          | 2. Mai 2019                           |

### Staffel 6: Pamela Smart
Die sechste Staffel mit dem Titel Pamela Smart: An American Murder Mystery handelt von der Mörderin Pamela Smart. Die Erstausstrahlung erfolgte am 19. und 20. August 2018 ab 22 Uhr auf dem Sender Investigation Discovery. American Murder Mystery: Der Fall Pamela Smart wurde ab dem 9. Mai 2019 um 21:15 Uhr auf dem Sender TLC gezeigt.
| Nr. (ges.) | Nr. (St.) | Deutscher Titel        | Originaltitel        | Erstausstrahlung (USA) | Deutschsprachige Erstausstrahlung (D) |
| ---------- | --------- | ---------------------- | -------------------- | ---------------------- | ------------------------------------- |
| 16         | 1         | Der Auftrag            | A Death in Derry     | 19. Aug. 2018          | 9. Mai 2019                           |
| 17         | 2         | Schmutzige Geheimnisse | An Affair to Die For | 19. Aug. 2018          | 16. Mai 2019                          |
| 18         | 3         | Die Verschwörung       | Black Widow          | 20. Aug. 2018          | 23. Mai 2019                          |